# Val Masino (Italia)
Val Màsino (Val Màsen in dialetto valtellinese) è un comune italiano di 819 abitanti della provincia di Sondrio in Lombardia. Si trova nella valle omonima, valle laterale della Valtellina. La frazione Bagni di Masino è nota per le sue terme.

## Storia
Il comune fu creato dai Grigioni nel 1785 per distacco da Civo, Mello e Ardenno.  

### Simboli
Lo stemma e il gonfalone sono stati concessi con decreto del presidente della Repubblica del 19 maggio 1950.
Il gonfalone è un drappo partito di bianco e di azzurro.

## Società

### Evoluzione demografica
Abitanti censiti

Popolazione residente alla data del Censimento della Popolazione e delle Abitazioni 2011 per località abitata:
- Cataeggio, 611
- San Martino, 328
- Visido di Fuori, 0
- Bagni del Masino, 0
- Case sparse, 0

Totale comune di Val Masino: 939

### Etnie e minoranze straniere
Gli stranieri residenti alla data del 31 dicembre 2015 erano 9. Di seguito viene riportata la graduatoria delle nazionalità presenti a tale data
1. Polonia, 2
2. Romania, 2
3. Cuba, 2
4. Spagna, 1
5. Ucraina, 1
6. Moldova, 1